# Daniel Ellensohn
Daniel Ellensohn (* 9. August 1985 in Kapstadt, Südafrika) ist ein neuseeländischer Fußballspieler.

## Leben und Karriere
Der in Südafrika geborene Stürmer spielte von 2004 bis 2008 in der New Zealand Football Championship, zunächst drei Spielzeiten lang bei Waitakere United, mit denen er 2005 und 2007 zweimal das Grand Final erreichte, die aber beide gegen Auckland City verloren gingen. 2007 wechselte er zu Team Wellington und erreichte 2008 erneut das Grand Final, dieses Mal gegen seinen ehemaligen Klub Waitakere. Trotz seines Treffers zur 1:0-Führung verlor seine Mannschaft die Partie noch mit 2:3. Zur Saison 2008/09 kehrte Ellensohn zu Waitakere zurück und nahm mit der Mannschaft an der FIFA-Klub-Weltmeisterschaft 2008 teil (kam allerdings bei der 1:2-Niederlage gegen Adelaide United nicht zum Einsatz). Zum 1. Januar 2009 unterschrieb einen Vertrag bei österreichischen Zweitligisten FC Lustenau und kehrt damit in das Land seiner Großeltern zurück. Bereits ein halbes Jahr später musste er Lustenau wieder verlassen, nachdem er sich dort nicht hatte durchsetzen können.
Ellensohn wurde im November 2007 gegen Vanuatu erstmals in der neuseeländischen A-Nationalmannschaft eingesetzt. Zudem stand er im neuseeländischen Aufgebot für das olympische Fußballturnier in China 2008. Mit dem neuseeländischen Beachsoccer-Team nahm Ellensohn als Kapitän an der OFC Beach Soccer Championship 2007 teil.
| Personendaten    | Personendaten                   |
| ---------------- | ------------------------------- |
| NAME             | Ellensohn, Daniel               |
| KURZBESCHREIBUNG | neuseeländischer Fußballspieler |
| GEBURTSDATUM     | 9. August 1985                  |
| GEBURTSORT       | Kapstadt, Südafrika             |